# Забуччя
Забу́ччя — село в Україні, у Бучанському районі Київської області. Населення становить 275 осіб. Входить до складу Ірпінської міської громади.

## Відомі люди
- Фузік Євген Володимирович (* 1987) — учасник російсько-української війни

| Україна | Це незавершена стаття з географії України. Ви можете допомогти проєкту, виправивши або дописавши її. |